# Tanzania op de Olympische Zomerspelen 1972
Tanzania nam deel aan de Olympische Zomerspelen 1972 in München, West-Duitsland. De vijftien atleten en boksers haalden geen medaille. Het was de derde olympische deelname van Tanzania.

## Deelnemers en resultaten per onderdeel

### Atletiek
Mannen, 100 meter
- Norman Chihota
  - Eerste serie - 10.79s (→ ging niet verder)

Mannen, 1.500 meter
- Filbert Bayi
  - Serie - 3:45.4 (→ ging niet verder)

Mannen 4x100m estafette
- Obedi Mwanga, Norman Chihota, Claver Kamanya en Hamad Ndee
  - Serie - 41.07s (→ ging niet verder)

### Boksen
Mannen, tot 48 kg
- Bakari Selemani
  - Eerste ronde - verloor van Kim U-Gil (PRK), technisch knock-out, ronde 1

Mannen, tot 51 kg
- Saidi Tambwe
  - Eerste ronde - bye
  - Tweede ronde - verloor van You Man-Chong (KOR), 0:5

Mannen lichtweltergewicht (– 63,5 kg)
- Robert Mwakosya
  - Eerste ronde - verloor van Zvonimir Vujin (YUG), technisch knock-out, ronde 2

Mannen, tot 75 kg
- Titus Simba
  - Eerste ronde - verloor van Reima Virtanen (FIN), 2:3

Afghanistan · Albanië · Algerije · Amerikaanse Maagdeneilanden · Argentinië · Australië · Bahama's · Barbados · België · Bermuda · Birma · Bolivia · Bondsrepubliek Duitsland · Brazilië · Brits-Honduras · Bulgarije · Canada · Ceylon · Chili · Colombia · Congo-Brazzaville · Costa Rica · Cuba · Dahomey · Denemarken · Dominicaanse Republiek · Duitse Democratische Republiek · Ecuador · Egypte · El Salvador · Ethiopië · Fiji · Filipijnen · Finland · Frankrijk · Gabon · Ghana · Griekenland · Groot-Brittannië · Guatemala · Guyana · Haïti · Hongarije · Hongkong · Ierland · IJsland · India · Indonesië · Iran · Israël · Italië · Ivoorkust · Jamaica · Japan · Joegoslavië · Kameroen · Kenia · Khmerrepubliek · Koeweit · Lesotho · Libanon · Liberia · Liechtenstein · Luxemburg · Madagaskar · Malawi · Maleisië · Mali · Malta · Marokko · Mexico · Monaco · Mongolië · Nederland · Nederlandse Antillen · Nepal · Nicaragua · Nieuw-Zeeland · Niger · Nigeria · Noord-Korea · Noorwegen · Oeganda · Oostenrijk · Opper-Volta · Pakistan · Panama · Paraguay · Peru · Polen · Portugal · Puerto Rico · Roemenië · San Marino · Saoedi-Arabië · Senegal · Singapore · Soedan · Somalië · Sovjet-Unie · Spanje · Suriname · Swaziland · Syrië · Taiwan · Tanzania · Thailand · Togo · Trinidad en Tobago · Tsjaad · Tsjecho-Slowakije · Tunesië · Turkije · Uruguay · Venezuela · Verenigde Staten · Vietnam · Zambia · Zuid-Korea · Zweden · Zwitserland